# Aspistor quadriscutis
El bagre bresú (Aspistor quadriscutis) es una especie de pez actinopeterigio marino y de agua dulce, de la familia de los aríidos. Se pesca y comercializa fresco, para exportación son congelados.

## Biología
Cuerpo de color amarillo o gris-amarillo dorsalmente, blanco ventral. Con una longitud máxima descrita de 50 cm, aunque la talla máxima normalmente es de unos 30 cm. En la aleta dorsal presenta una espina venenosa, con tres pares de barbillas en la región rostral, dos pares en la mandíbula inferior y un par en el extremo posterior del maxilar; extremo del maxilar que alcanza la inserción de la aleta pectoral; placa ósea grande en forma de silla de montar con superficie rugosa delante de la aleta dorsal.
Se alimentan de invertebrados que viven en el fondo. El período de reproducción es probablemente entre septiembre y noviembre. El diámetro de los huevos es de 9-11 mm. Los machos practican la incubación bucal de los huevos.

## Distribución y hábitat
Se distribuye por la costa occidental océano Atlántico y por ríos de América del Sur, desde Las Guayanas hasta el noreste de Brasil. son peces que pueden vivir tanto en el mar como en agua dulce o salobre, tropical, de comportamiento bentopelágico. Su hábitat son las aguas turbias sobre fondos fangosos en áreas costeras poco profundas, también alrededor de estuarios y ríos costeros.